# Казачи (Њамц)
Казачи (рум. Cazaci) насеље је у Румунији у округу Њамц у општини Таркау. Oпштина се налази на надморској висини од 432 m.

## Становништво
Према подацима из 2002. године у насељу је живело 518 становника, од којих су сви румунске националности.